# Agent Side Grinder
Agent Side Grinder est un groupe suédois d'electronica, originaire de Stockholm.

## Histoire
Les deux premiers albums, Agent Side Grinder (2008) et Irish Recording Tape (2009), avaient leurs racines musicales dans le post-punk, la musique industrielle et le dark electro.
Le troisième album Hardware (2012), qui présente des sons complexes et structurés, est classé « album du mois » dans Vice, et figure sur diverses listes des meilleurs de l'année, notamment celles de Dagens Nyheter, Metro et Time Out Paris et remporte le Manifest Award (Swedish Indie Grammy) du « meilleur album synthé » en 2013. D'autres artistes suédois tels que Skriet et Henric de la Cour participent également à cet album.
En 2015, le groupe sort Alkimia, qui a largement dépassé le succès de Hardware,. L'album présente une apparition de Nicole Sabouné.
Agent Side Grinder effectue huit tournées européennes, et se produit dans des festivals tels que le M'era Luna Festival, Wave-Gotik-Treffen, The Great Escape, Eurosonic, Les Transmusicales de Rennes, Entremurahlas, Bimfest, Drop Dead Festival et l'Arvikafestivalen ont lieu. Agent Side Grinder a partagé la scène avec notamment Suicide et Laibach, et a collaboré avec des artistes tels que Dirk Ivens, Kite et Henric de la Cour.

## Discographie

### Albums studio
- 2008 : Agent Side Grinder
- 2009 : The Transatlantic Tape Project
- 2009 : Irish Recording Tape
- 2012 : Hardware
- 2013 : Hardware (SFTWR included)
- 2013 : SFTWR (Remixes)
- 2015 : Alkimia